# Oulad Hassoune Hamri
Oulad Hassoune Hamri (en àrab أولاد حسون حمري, Ūlād Ḥassūn Ḥamrī; en amazic ⵡⵍⴰⴷ ⵃⵙⵙⵓⵏ ⵃⵎⵔⵉ) és una comuna rural de la província de Rehamna, a la regió de Marràqueix-Safi, al Marroc. Segons el cens de 2014 tenia una població total de 7.662 persones.